# Red Hot Chili Peppers' diskografi
Denne side indeholder en samlet diskografi for Red Hot Chili Peppers.

## Studiealbum
| År   | Titel                      | Salg          | Hitlisteplacering | Pladeselskab |
| ---- | -------------------------- | ------------- | ----------------- | ------------ |
| 1984 | Red Hot Chili Peppers      | 300.000       | -                 | EMI, Capitol |
| 1985 | Freaky Styley              | 500.000       | -                 | EMI, Capitol |
| 1987 | The Uplift Mofo Party Plan | 750.000       | -                 | EMI, Capitol |
| 1989 | Mother's Milk              | 2 millioner   | -                 | EMI, Capitol |
| 1991 | Blood Sugar Sex Magik      | 12 millioner  | -                 | Warner Bros. |
| 1995 | One Hot Minute             | 5 millioner   | -                 | Warner Bros. |
| 1999 | Californication            | 15 millioner  | DK #8             | Warner Bros. |
| 2002 | By the Way                 | 8 millioner   | DK #1             | Warner Bros. |
| 2006 | Stadium Arcadium           | 7 millioner   | DK #1             | Warner Bros. |
| 2011 | I'm with You               | 2,2 millioner |                   | Warner Bros. |
| 2016 | The Getaway                |               |                   | Warner Bros. |

## Opsamlinger og livealbums
| År   | Titel             | Salg | Hitlisteplacering | Pladeselskab |
| ---- | ----------------- | ---- | ----------------- | ------------ |
| 1992 | What Hits!?       | -    | -                 | EMI          |
| 1994 | Out in L.A.       | -    | -                 | EMI, Capitol |
| 2003 | Greatest Hits     | -    | DK #9             | Warner Bros. |
| 2004 | Live in Hyde Park | -    | DK #15            | Warner Bros. |